# Aster (bande dessinée)
Pour les articles homonymes, voir Aster.
Aster est une série de bande dessinée de Guillaume Clavery (scénario) et Paul Cauuet (dessins et couleurs).

## Albums
- Delcourt, collection « Terres de Légendes » :

1. Oupanishads, 2003[1].
2. Aryamâ, 2004[2].
3. Jajnah, 2006[3].
4. Tattva, 2008.